# Равена
Равѐна (на италиански: Ravenna) е град в източната част на Северна Италия, регион Емилия-Романя, център на провинция Равена. Има население 157 479 души по данни от преброяването през 2009 г.
Намира се във вътрешността на страната, но е свързан с Адриатическо море чрез плавателен канал. Равена е била столица на Западната Римска империя (V век), а по-късно – на остготската държава и на византийските владения в Италия (VI-VIII век: вижте Равенски екзархат).
За покровител на града се смята Свети Аполинарий. Официален празник на града е 23 юли, на която дата църквата почита паметта на светеца.

## География
Градът е разположен върху равнина и се намира близо до мястото, където реките Ронко и Монтоне се сливат. Разстоянието до Адриатическо море е около 10 километра.

## Население
| Година    | 1861  | 1881  | 1901  | 1921  | 1931  | 1936  | 1951  | 1961   | 1971   | 1981   | 1991   | 2001   | 2009   |
| Население | 55973 | 59696 | 62723 | 70502 | 76335 | 80658 | 91513 | 115188 | 131547 | 137375 | 135844 | 134631 | 157479 |

## История
Първоночално района на Равена е населяван от умбрите. Римляните колонизират Равена през II в. пр. Хр.
През I в. пр. Хр., на мястото на по старо селище император Октавиан Август построява военното пристанище Класис. Около него бързо израства римски град.
През 395 г. Римската империя се разделя на Източна и Западна. Император на Западната империя със столица Медиолан става Флавий Хонорий. През 402 г. след обсадата на Медиолан от вожда на визиготите Аларик I западноримският император Флавий Хонорий премества столицата на империята си в Равена. Той и сестра му Гала Плацидия избират града за своя постоянна резиденция. По това време в Равена започват да се строят първите християнски култови сгради. Градът се превръща във важен политически, икономически, религиозен и културен център.
От 50-те до 470-те години на V в. в борба за властта над Западната Римска империя се сменят деветима императора. През 476 г. последният западноримски император Ромул Августул е свален от трона от германския вожд Одоакър. Западната Римска империя престава да съществува. Одоакър получава от източноримския император Зенон патрициански сан и реалната власт над Италия. Някои историци днес считат, че тези събития бележат края на Римската империя и началото на Средновековието, а годината 476 г. е пределна от историята на Античността.
През есента на 488 г. кралят на остроготите Теодорик Велики със сто хилядна войска навлиза в Италия. През пролетта на 489 г. пристига в Аквилея, през август побеждава Одоакър при Гориция (Görz, Gorizia, Gorica). Той преследва бягащите войски на Одоакър до Верона и завладява Медиолан и други италиански градове. 491 г. контролира по-голяма част от страната. През 491 г. обсажда Одоакър в Равена, на 10 юли 491 г. разбива неговите войски. След двугодишна обсада на Равена, не успявайки да я превземе, и след „Гарвановата битка“ през 493 г., на 25 февруари 493 сключва с Одоакър, който е крал на Италия („rex italiae“), мирен договор според който двамата съвместно владеят столицата Равена и заедно управляват Италия. На 5 март 493 влиза в Равена, но след 10 дена по време на пир в Palast Lauretum на 15 март 493 Теодорих лично убива Одоакър и става единствен господар на Италия.
Източноримският император Анастасий I признава Теодорик за владетел на Италия. Последният установява столицата на държавата си в Равена. След смъртта на Теодорих (526) г. градът се управлява от ред остготски крале: неговата дъщеря Амалазунта (регентша на сина му Аталарих), Теодахад, Витигис и др.
През 540 г. Юстиниан I (император на Източната империя от 527 г.) обсажда Равена и Витигес капитулира. След смъртта на Юстиниан I до първата половина на VIII в. Равена остава източноримско владение и столица на източноримската провинция Равенски екзархат.
През 751 г. градът е завладян от лангобардите и подложен на грабеж и разрушения. През VIII—XV в. Равена ту влиза в състава на различни държавни образувания, вкл. в Свещената Римска империя на Карл Велики, ту е под управлението на местни феодали.
През 1441 г. Равена става владение на Венецианската република. Венецианското управление продължава до 1509 г., като през този период в центъра на града са построени няколко дворци във венециански стил.
През 1509 г. градът заедно с целия регион Романя попада под контрола на Папската държава. През 1512 г. градът е опустошен и подпален от войските на френския крал Луи XII. Равена ще остане под властта на римския папа следващите 350 години.
След кратка френска окупация по времето на император Наполеон Бонапарт Равена отново е включен в състава на папската държава.
През 1860 г. след референдум, градът е присъединен към Кралство Сардиния, а от 1861 г. Равена е в състава на обединеното Кралство Италия.

## Забележителности
Равена е богат на паметници на раннохристиянската и византийската архитектура, украсени с монументални мозайки във византийски стил. През 1996 г. в Списъка на световното културно и природно наследство на ЮНЕСКО са включени следните обекти:
- Мавзолей на Гала Плацидия (около 440 г.);
- Баптистерий на православните (средата на V век);
- Баптистерий на арианите (края на V – началото на VI век);
- базилика Сант Аполинаре Нуово (началото на VI век);
- базилика Сан Витале (526 – 547 г.);
- Архиепископската капела Сант Андреа (края на V – началото на VI век);
- Мавзолей на Теодорих Велики (около 520 г., извън градските стени);
- базилика Сант Аполинаре ин Класе (549 г., извън градските стени).

Освен включените в списъка обекти на световното културно наследство, в Равена има още множество исторически, културни и религиозни забележителности:
- базилика „Сант Агата Маджоре“ (V век);
- базилика „Сан Джовани Еванджелиста“ (V век);
- църква „Санта Кроче“ (V век);
- базилика „Сан Микеле ин Афричиско“ (545 г.);
- базилика „Спирито Санто“ (VI век);
- базилика „Санта Мария Маджоре“ (VI век, възстановена 1671 г.);
- базилика „Сан Франческо“ (Х-XI век);
- базилика „Санта Мария ин Порто“ (XVI век);
- църква „Сан Ромуалдо“ (1630 г.);
- Равенската катедрала, построена в 1734 г., на мястото на разрушената базилика Урсиана от IV век.
- развалини на т.нар. „Дворец на Теодорих“ (началото на VI или VIII век);
- крепост Рока Бранкалеоне, построена от Венецианската република през 1457 г.;
- Гробницата на Данте Алигиери (XVIII век), който умира в града през 1321 г. от малария;

## Икономика
Туризмът е основен бизнес. Освен множеството исторически и архитектурни паметници в самия град, в неговите околности се намират и морските курорти Лидо ди Равена, Марина ди Равена, Лидо ди Класе, както и множество къмпинги, вили, хотели и паркове.
В Равена има нефтопреработвателни заводи и големи промишлени предприятия в областта на химическата и енергийната промишленост. Други важни отрасли са производството на обувки и облекло и хранително-вкусовата промишленост.

## Побратимени градове
- Чичестър, Великобритания
- Дубровник, Хърватия, от 1969 година
- Шпайер, Германия, от 1989 година
- Шартър, Франция, от 1957 година
- Тьонсберг, Норвегия
- Сексард, Унгария
- Лагуна, Бразилия